# Jean de Saint-Denis
Eugraphe Kovalevsky
Pour les articles homonymes, voir Kovalevsky.
Eugraphe Kovalevsky (1905-1970) est un essayiste, moine et prélat orthodoxe russe sous le nom de Jean de Saint-Denis.

## Biographie
Frère cadet de Pierre et Maxime Kovalevsky, Eugraphe Eugraphovitch Kovalevsky (Евграф Евграфович Ковалевский) naît le 26 mars 1905 à Saint-Pétersbourg. Son père occupe diverses responsabilités politiques nationales où il s'occupe de la politique éducative, et fait partie des promoteurs du concile orthodoxe de Moscou en 1917 ; sa mère Inna Kovalevskaïa est enseignante d'histoire. Il est baptisé le 24 avril suivant.
Il se voit pourvu d'une nourrice attitrée, Maria Romansky, qui le conduit fréquemment à l'église du Saint-Sauveur. Puis une préceptrice lui enseigne l'allemand et le français. Il apprend également le violon, et suit l'enseignement religieux de sa propre mère.
Son père reçoit fréquemment des évêques et des supérieurs de monastère, avec qui il se trouve donc en contact. Il rédige poèmes et pièces de théâtre, et commence à peindre de petites icônes représentant le saint du jour, conseillé à ce propos par Fiodor Ouspenski.
Vers ses douze ans, il commence à souffrir d'asthénie. Concomitamment, la guerre civile consécutive à la révolution d'Octobre fait rage, ce qui engage la famille Kovalevsky à émigrer, pour Kharkov d'abord à l'été 1918. C'est là qu'il crée l'ouverture de l'opéra Conte de printemps, représenté publiquement mais perdu par la suite.
En 1919, il séjourne près d'un an au monastère de Pokrov, où il officie comme canonarque, et s'initie à l'art de la fresque murale. Il y fait connaissance avec le futur Jean Maximovitch. En juillet de la même, il regagne un temps avec sa famille leur propriété de Youtanovka. Revenus à Kharkov, ils partent en novembre pour la France, sous une fausse identité pour éviter l'interpellation par l'Armée rouge. Ils doivent en outre faire halte pendant deux mois à Simféropol, où Eugraphe rencontre Théophane Bystrov, qui lui donne le goût de la patristique. En 1920 les Kovalevsky sont à Constantinople, avant de débarquer à Marseille le 21 février, et de s'installer à Nice puis Beaulieu-sur-Mer. Là, Eugraphe et Maxime aménagent une chapelle domestique, en installant notamment une iconostase et les icônes qu'ils avaient déjà peintes.
À l'automne 1921, il est ordonné lecteur par Euloge Guéorguievsky. Il entame une série de pèlerinages en France, notamment auprès du sanctuaire Notre-Dame de Laghet. Il continue à pratiquer l'art liturgique, confectionnant également des calendriers.
Il gagne un temps sa vie comme paysagiste. Il ouvre ensuite un atelier d'iconographie, Covas.
En 1921, la famille s'installe à Meudon. Il se met à alors à chanter au chœur de la cathédrale Saint-Alexandre-Nevsky et à y lire. Il assiste les prêtres itinérants envoyés en province pour assurer la continuité de la vie liturgique. Il fréquente le cercle de Jacques et Raïssa Maritain.
En juillet 1922, il passe ses examens de fin d'études secondaires, puis entre à la Sorbonne dont il sort en 1924 muni d'un certificat d'études supérieures en philologie. L'année suivante il intègre l'Institut Saint-Serge, où il est remarqué par Serge Boulgakov.
Le 22 février 1925, il cofonde la Confrérie Saint-Photius, qui se propose d’implanter l'Église orthodoxe en Occident.
Désigné comme son secrétaire, il assume ponctuellement en 1925 et 1926 l'intérim de sa présidence, et collabore à sa revue Anastasis. Il s'investit surtout dans la Commission d'étude des rites gallican et romain et de traduction des textes de la liturgie orientale, ou Commission pour la France, devenue Section Saint-Irénée, dont il prend rapidement la tête. Elle organise notamment la mise en place de la première paroisse orthodoxe francophone, le 11 novembre 1927, jour de la fête de Martin de Tours. Il dirige son chœur, devient membre de son conseil paroissial où il représente la Confrérie, et fait nommer Lev Gillet comme recteur. Il participe également à la création de paroisses francophones en province.
En 1928, il prend la tête d'une nouvelle commission de la Confrérie, dénommée Saint-Jean, et dévolue à l'étude théologique. C'est aussi cette année-là qu'il achève ses études à Saint-Serge.
En 1929, la Confrérie décide de tenter de restaurer de l'ancien rite des Gaules, supprimé sous Charlemagne. Cependant, son dynamisme initial pâtit de la rupture de l'Archevêché des églises orthodoxes russes en Europe occidentale d'avec le patriarcat de Moscou. Son frère Pierre, sa mère et son père suivent l'Archevêché désormais rattaché à Constantinople, tandis qu'Eugraphe demeure auprès de Moscou. La Confrérie et ses paroisses-filles entrent alors en déclin. En 1932, Eugraphe parvient toutefois à y faire entrer Léonide Ouspensky et Georges Kroug.
En 1936, il plaide pour l'admission d'Irénée Winnaert au sein de l'Église orthodoxe russe, qui est effective à la fin de l'année. En décembre de la même année, il intègre une commission du diocèse de Chersonèse chargée de travailler à la correction des textes liturgiques occidentaux. C'est dans ce cadre qu'il se lie avec Winnaert, lequel l'associe dans son testament à la continuité de sa communauté de rite occidental, et demande son ordination comme prêtre pour la desservir. Winnaert meurt le 3 mars 1937, et Eugraphe est effectivement ordonné trois jours après par Éleuthère Bogoïavlenski à l'église des Trois-Saints-Docteurs : la première liturgie qu'il préside est celle pour l'enterrement de Winnaert.
Mais cette communauté connaît défections et dissensions. En juin 1937, Eugraphe est élu président de la Commission pour l'organisation des affaires occidentales. Lucien Chambault, successeur désigné de Winnaert à la tête de la paroisse de l'Ascension, s'offusque de cette nomination, et Eugraphe, en principe sous l'autorité de ce dernier mais en fait chargé de le guider, fait l'objet de nombreuses critiques, notamment à propos des corrections qu'il apporte à la liturgie : Jean Civel le taxe ainsi de « dictature » et de « fantaisie ».
En octobre 1937, il retourne à la peinture de fresques pour gagner de quoi subsister. L'évêque Éleuthère le décharge alors de la présidence de la Commission, et lui demande de desservir un temps la paroisse byzantine de langue slavonne de Nice. Là, il installe également une petite chapelle occidentale sur la colline Saint-Pancrace, où il célèbre Noël en français et latin. Dans le même temps, il crée seul les Cahiers Saint-Irénée, dont le premier numéro est consacré à Pâques.
En juillet 1939, son évêque lui permet brièvement de regagner Paris. Mais le métropolite Serge Stragorodski intervient pour lui permettre de rester dans la capitale, et d'ouvrir un « centre missionnaire » distinct de la paroisse de l'Ascension. Mais le 3 septembre, il est appelé sous les drapeaux : soldat de 2e classe, il est affecté à la 2e compagnie du 401e régiment de pionniers. Il continue de célébrer quotidiennement la liturgie eucharistique, et met en place avec Grégoire Svetchine une aumônerie orthodoxe officieuse. Il entretient également une abondante correspondance, avec jusqu'à une centaine de correspondants. Victime d'une infection, il doit être hospitalisé à Maubeuge. En juin 1940, il est fait prisonnier des Allemands et envoyé au Stalag IV-B. Au camp, il donne des conférences, reprend son activité iconographique, et s'attelle à la rédaction d'un catéchisme. C'est là qu'il développe une accoutumance au tabac brun qu'il conservera toute sa vie. Il passe ensuite au camp de prisonniers russes, dont il confesse un grand nombre. Ayant été dénoncé par certains comme anti-Allemands, il est mis en prison et condamné à mort au terme d'un interrogatoire de trois jours. Mais il est finalement renvoyé dans la partie française du camp. En juin 1942, pris de typhus, il doit intégrer le sanatorium. L'année suivante, il passe au stalag III-D, où il est employé comme jardinier, avec désormais peu de temps pour ses activités pastorales, puis est envoyé à Berlin comme ouvrier métallurgiste. En octobre 1943, il est dispensé d'usine et peut regagner la France.
En 1944, il fonde l'Institut Saint-Denys.
En 1966, il est tonsuré moine avec le prénom « Jean ».
Il meurt le 30 janvier 1970 dans le 14e arrondissement de Paris.

## Ouvrages
- La Sainte Messe selon l'ancien rite des Gaules ou Liturgie selon saint Germain de Paris : le canon eucharistique de l'ancien rite des Gaules
- Homélies : quelques enseignements spirituels donnés en l'église Saint-Irénée
- Message de Noël
- Pierre et Paul : leur signification, leur place dans la tradition chrétienne catholique orthodoxe
- Quarante degrés ou quarante immolations de Carême
- La Sainte Messe selon saint Germain de Paris et le chant des fidèles
- Initiation à la Genèse
- Technique de la prière (traduit en anglais)
- Le Chemin de la vie et la destinée de l'âme après la mort
- Ézéchiel
- Le Mystère des origines
- Initiation trinitaire
- La Liturgie céleste
- Marie, Vierge et Mère
- Les Chemins de l'homme
- Le Verbe incarné
- La Quête de l'Esprit
- Le Sens de l'exode
- Le Carême